# Seinäjoki
För asteroiden, se 1521 Seinäjoki.
Seinäjoki (f.d. svenskt namn Östermyra) är en stad i landskapet Södra Österbotten i Finland. 
Seinäjoki är en viktig knutpunkt på järnvägen mellan Helsingfors och Uleåborg, med järnvägsförbindelser till Haapamäki, Kaskö och Vasa.

## Historia

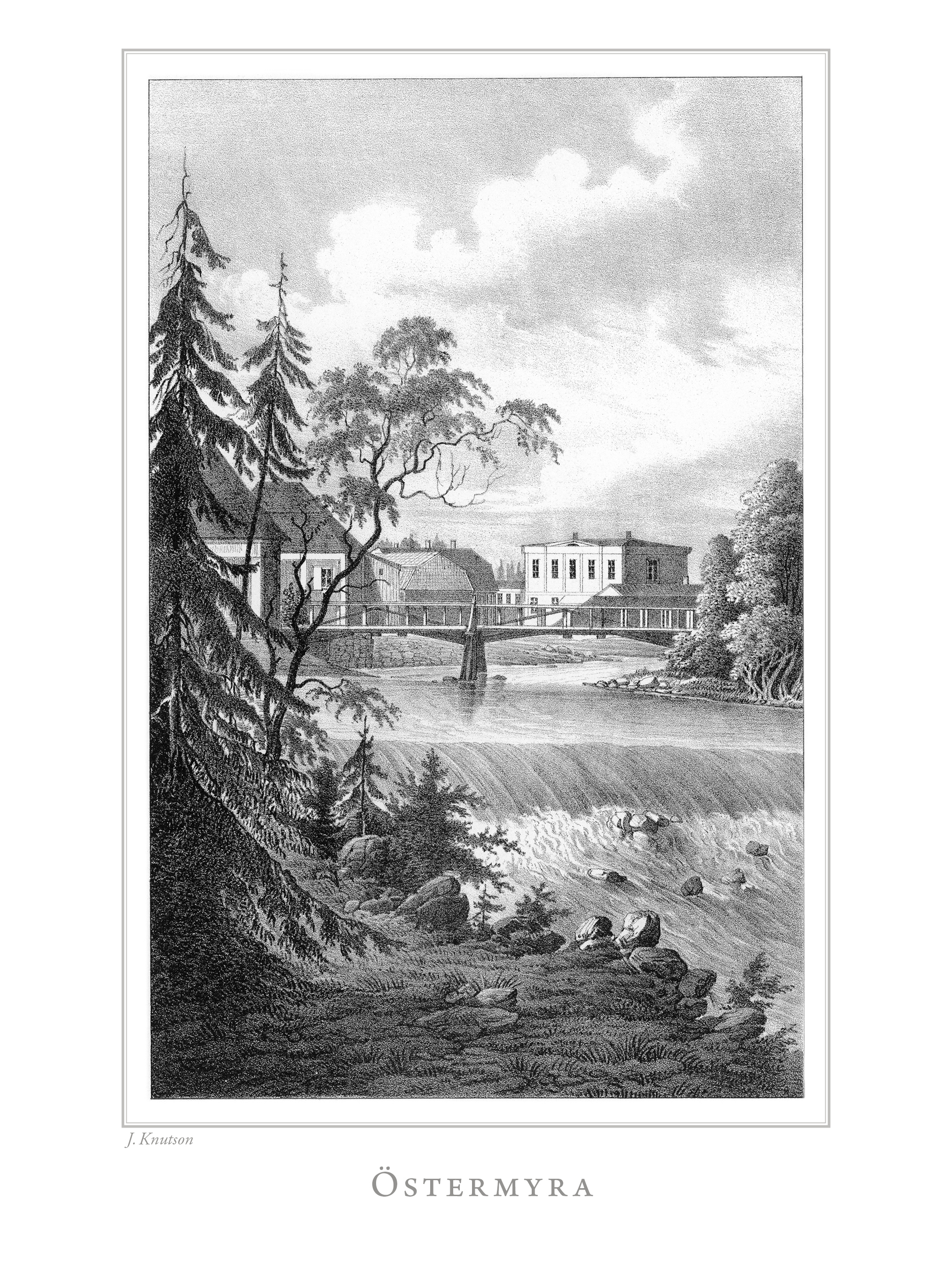
Litografi av Östermyra i Finland framstäldt i teckningar utgiven 1845-1852.

Stadens namn Seinäjoki betyder "Vägg-å". Namnet kan ha kommit från åns ställvis branta stränder. Tidigare har Seinäjoki inofficiellt på svenska även kallats för Östermyra efter järnvägsstationen som hette så under 1880-1890-talen. Staden har i sig sitt ursprung i Östermyra bruk, som grundades 1798 men numera är det Seinäjoki den heter på alla språk, inklusive svenska.
Seinäjoki avskildes från Ilmola kommun år 1868, blev köping år 1931 och fick stadsrättigheter år 1960. Seinäjoki landskommun inkorporerades 1 januari 1959.
Den 1 januari 2005 slogs Seinäjoki stad ihop med grannkommunen Peräseinäjoki ("Bortre Seinäjoki") och fick då ett invånarantal på cirka 35 000 personer. Samtidigt tillfördes ett område med 243 invånare från Ilmola kommun. Den 1 januari 2009 slogs Seinäjoki stad ihop med Nurmo och Ylistaro.

## Stadsdelar
- Alakylä

## Politik

### Mandatfördelning i Seinäjoki stad, valen 1976–2021
| 4 | 13 | 4 | 7 |  | 14 |

| 3 | 13 | 5 | 5 |  | 16 |

| 2 | 12 |  | 10 |  | 17 |

| 2 | 12 | 11 |  | 2 | 15 |

|  | 13 |  | 10 | 2 | 3 | 13 |

|  | 12 | 13 | 2 | 15 |

|  | 14 |  | 18 | 3 | 14 |

|  | 13 |  | 19 |  | 15 |

| 36 | 15 |

|  | 10 |  |  |  | 17 |  | 17 |

| 38 | 13 |

|  | 8 |  | 5 | 18 |  | 16 |

| 36 | 15 |

|  | 8 | 3 | 3 | 19 |  | 15 |

| 32 | 19 |

|  | 6 | 3 | 8 | 15 | 3 | 14 |

| 36 | 15 |

### Vänorter
Seinäjoki har fem vänorter:
- Schweinfurt, Tyskland, sedan 1974
- Koszalin, Polen, sedan 1987
- Melitopol, Ukraina, sedan 2023
- Sopron, Ungern, sedan 1986
- Jiangjin, Kina, sedan 2017

## Befolkning

### Befolkningsutveckling
| Befolkningsutvecklingen i Seinäjoki stad 1975–2020                                                           | Befolkningsutvecklingen i Seinäjoki stad 1975–2020 | Befolkningsutvecklingen i Seinäjoki stad 1975–2020 | Befolkningsutvecklingen i Seinäjoki stad 1975–2020 | Befolkningsutvecklingen i Seinäjoki stad 1975–2020 |
| --- | -------------------------------------------------- | -------------------------------------------------- | -------------------------------------------------- | -------------------------------------------------- |
| |                                                    |                                                    |                                                    |                                                    |
| År |                                                    |                                                    | Folkmängd                                          |                                                    |
| 1975 | 1975                                               |                                                    | 39 344                                             |                                                    |
| 1980 | 1980                                               |                                                    | 42 497                                             |                                                    |
| 1985 | 1985                                               |                                                    | 45 040                                             |                                                    |
| 1990 | 1990                                               |                                                    | 47 182                                             |                                                    |
| 1995 | 1995                                               |                                                    | 49 209                                             |                                                    |
| 2000 | 2000                                               |                                                    | 50 670                                             |                                                    |
| 2005 | 2005                                               |                                                    | 53 965                                             |                                                    |
| 2010 | 2010                                               |                                                    | 57 811                                             |                                                    |
| 2015 | 2015                                               |                                                    | 61 530                                             |                                                    |
| 2020 | 2020                                               |                                                    | 64 130                                             |                                                    |
| Anm: Uppgifterna avser förhållandena den 31 december nämnda år enligt områdesindelningen den 1 januari 2022. |                                                    |                                                    |                                                    |                                                    |

### Hälsa

#### Projekt mot fetma, särskilt barnfetma
Finland hade vid tusenårsskiftet Nordens största andel överviktiga personer och Seinäjoki kommun fastställde år 2013 ett projekt med avsikt att minska medborgarnas övervikt. Projektbeskrivningens femte punkt är den mest omfattande och ägnas åt barnens viktproblem. Detta innebar att samhällets resurser riktade sig till att förbättra barnens matvanor och fysiska aktivitet, vilket innebar att allt från föräldrar, skolor, samfund och föreningar, särskilt idrottsföreningar, engagerades i arbetet. Två år senare uppmärksammades projektet av Världshälsoorganisationen (WHO) i en artikel som pekade på en spektakulär utveckling med bland annat minskning från 17% överviktiga eller feta femåringar 2009 till 10% år 2015. Projektet uppmärksammades därmed även internationellt som mycket framsynt för att motverka ett allvarligt folkhälsoproblem.

## Kultur

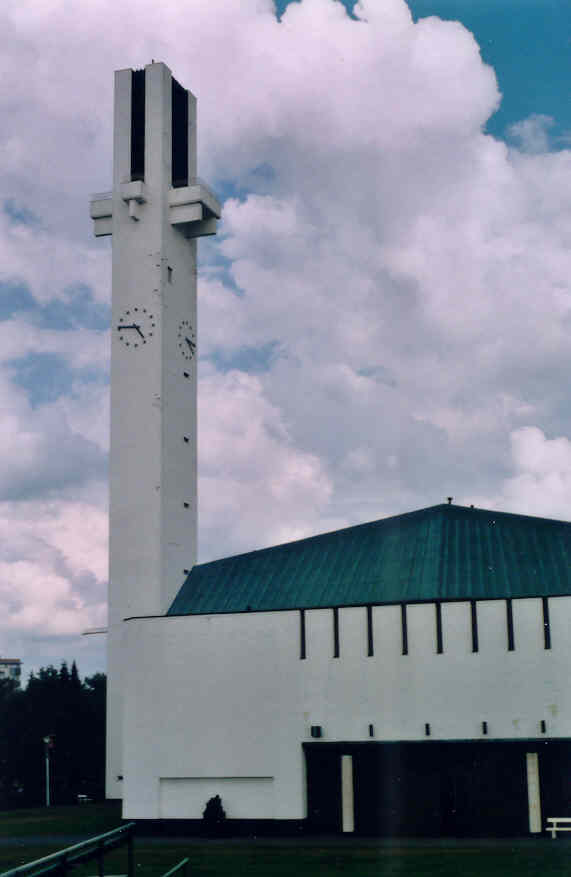
Kyrkan Korset på slätten från 1960 ingår i Seinäjokis av Alvar Aalto planerade stadskärna.

Sedan 1985 ordnas i juli den välbesökta Tangomarknaden samt rockfestivalen Provinssirock.
Alvar Aalto har ritat kyrkan Lakeuden risti ("Korset på slätten", 1960) och de omkringliggande byggnaderna och skyddskårhuset från 1926. Det gamla Seinäjoki landskommuns centrum ligger i Törnävä, som också har en kyrka, byggd 1827 som krutförråd för Östermyra bruk, ombyggd och vigd som kyrka 1864.

### Kända personer från Seinäjoki
- Arto Saari, skateboardåkare
- Jorma Ollila, koncernchef för Nokia 1992–2006
- Paula Koivuniemi, schlagersångerska
- Mari Kiviniemi, Finlands statsminister 2010–2011
- The Dudesons, en kvartett stuntmän
- Celesty, finsk metal-grupp